# فوزی دور
فوزی دور (انگلیسی: Fuzzy Door) شرکت فیلم‌سازی آمریکایی است، که در سال ۱۹۹۸ توسط ست مک‌فارلن تأسیس شد.